# Миловановский
Миловановский (Чингисский, Чингис) — остров в Новосибирском водохранилище, административно относится к Ордынскому району Новосибирской области.

## Топоним
Происхождение альтернативного названия связывают с Чингисханом, существуют различные версии.

## География
Остров окружён водами Новосибирского водохранилища, которое было создано в 1957—1959 годах. На нем частично расположено село Чингис, административный центр Чингисского сельсовета. Расстояние до районного центра рабочего посёлка Ордынское, который находится от острова к северо-востоку, составляет немногим меньше 27 км по прямой. По берегам водохранилища, близ острова, расположены деревни Спирино и Милованово. На Миловановском имеется болото, малый залив Чилимный.
По размерам Миловановский сопоставим со многими другими островами водохранилища, является самым большим на водоёме. Остров вытянут с запада на восток. Берега неровные, изрезанные, в районе пристани каменистые, в ряде мест крутые. Наивысшая точка — возвышенность высотой 122,3 м над уровнем моря. Остров заселён неравномерно — жилые постройки встречаются только в восточной его части, которая связана дамбой с другой частью села Чингис.

### Климат
Зима на острове суровая и продолжительная. Снежный покров достигает в высоту 1,2 м. Климат характеризуется как умеренно континентальный. Температура воздуха в среднем за год составляет +0,1 градуса, зимой (январь) –19 градусов, летом (июль) + 18-19 градусов. Заморозки начинаются в середине сентября и заканчиваются в конце мая. Холодный период длится 178 дней, тёплый — 188, безморозный — 120 дней. Осадки выпадают практически равномерно, наибольшее количество летом. Погода преимущественно облачная. Больше половины дней в году без осадков. Ветры дуют преимущественно в юго-западном направлении, их максимальная возможная скорость превышает 61 км/ч.

### Часовой пояс
Остров Миловановский, как и вся Новосибирская область, находится в часовой зоне МСК+4. Смещение применяемого времени относительно UTC составляет +7:00.

## История
Территория острова была заселена или, по крайней мере, посещалась ещё в 5-3 в. до н. э. Тогда на Миловановском бывали скифы — воинственные племена, скотоводы. Об этом свидетельствуют археологические находки XXI века.
Село Чингис, часть которого ныне находится на острове, образовано в 1630 или 1624 году как военная крепость чатского князя Тарлавы, разгромленного томским воеводой, впервые упоминается как село в 1719 году. В 1756 году построено первое здание храма из дерева (Церковь Петра и Павла). В 1807 году появилось каменное. Церковь несколько раз переоборудовалась под различные нужды, сгорела и была восстановлена жителями села.
После строительства Новосибирской гидроэлектростанции площадь острова уменьшилась, ушёл под воду ряд домов.

## Флора и фауна
На острове произрастает клюква. В районе Чилимного растут редкие растения, среди которые занесённые в Красные книги различных регионов водяной орех и сальвиния плавающая, видовое разнообразие довольно высоко. Из животных встречаются бобры.

## Туризм и инфраструктура
Остров посещается туристами из России и других стран. На нём расположена пристань, с помощью которой осуществляется паромная переправа. На острове расположены популярный у туристов колодец, магазин, хомутовая, православный храм. Сообщение с берегом, на котором расположена другая, более населённая часть села, осуществляется с помощью дамбы.